# Девессе
Девессе́ (фр. и окс. Devesset) — коммуна во Франции, находится в регионе Рона — Альпы. Департамент коммуны — Ардеш. Входит в состав кантона Сент-Агрев. Округ коммуны — Турнон-сюр-Рон.
Код INSEE коммуны — 07080.

## Население
Население коммуны на 2008 год составляло 292 человека.
| 1962 | 1968 | 1975 | 1982 | 1990 | 1999 | 2008 |
| ---- | ---- | ---- | ---- | ---- | ---- | ---- |
| 364  | 462  | 281  | 270  | 267  | 271  | 292  |

## Экономика
В 2007 году среди 201 человек в трудоспособном возрасте (15—64 лет) 136 были экономически активными, 65 — неактивными (показатель активности — 67,7 %, в 1999 году было 69,2 %). Из 136 активных работали 116 человек (68 мужчин и 48 женщин), безработных было 20 (8 мужчин и 12 женщин). Среди 65 неактивных 10 человек были учениками или студентами, 29 — пенсионерами, 26 были неактивными по другим причинам.

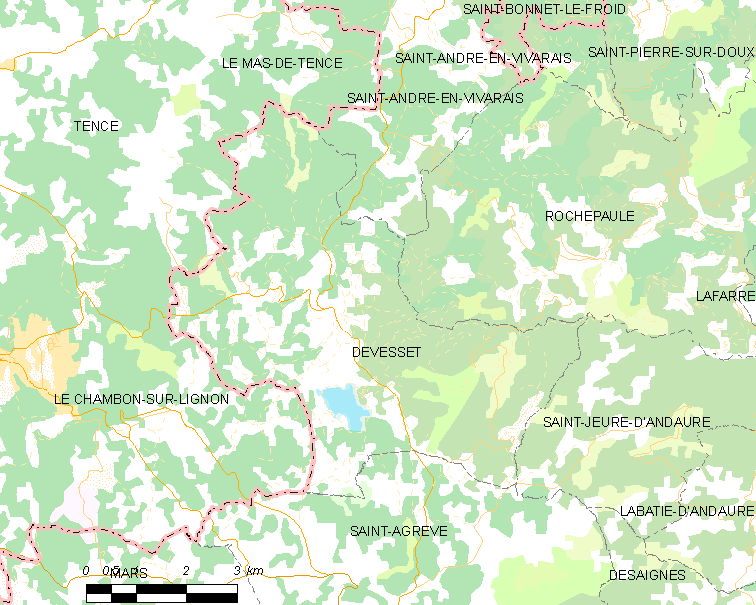
Карта коммуны